# Jos Jacobs
Jos Jacobs, né le 28 janvier 1953 à Vorselaar, est un coureur cycliste belge. Professionnel de 1973 à 1985, il a notamment remporté une étape du Tour de France 1979, le championnat de Belgique sur route (1980), le Grand Prix de Francfort, Kuurne-Bruxelles-Kuurne (1981) et des étapes du Tour de Suisse, du Tour d'Andalousie et des Quatre Jours de Dunkerque.

## Palmarès

### Palmarès amateur
- 1972
  - 2e de la Coupe Marcel Indekeu
- 1973
  - Tour du Limbourg amateurs :
    - Classement général
    - 1rea et 1reb (contre-la-montre) étapes

  - Coupe Marcel Indekeu
  - 3ea, 5eb (contre-la-montre) et 8eb (contre-la-montre) étapes du Tour de Campine
  - 2e du Tour de Campine
  - 2e de Gand-Wervik
  - 3e du Tour des Flandres amateurs

### Palmarès professionnel
- 1974
  - Grand Prix du 1er mai
  - Circuit de la région frontalière
  - 3e du Circuit de la vallée de la Lys
  - 3e du Grand Prix de clôture
  - 3e du Grand Prix Frans Verbeeck
- 1975
  - Grand Prix du 1er mai
  - Circuit du Brabant central
  - Coupe Sels
  - 3e de Kessel-Lier
  - 6e de Paris-Bruxelles
  - 10e du Tour de Lombardie
- 1976
  - Grand Prix du 1er mai
  - Tour du Condroz
  - Bruxelles-Ingooigem
  - 2e du Circuit du Brabant central
  - 2e du Tour de Luxembourg
  - 2e du Grand Prix Frans Verbeeck
  - 3e du Tour des Pays-Bas
- 1977
  - Grand Prix de Peymeinade
  - Grand Prix Pino Cerami
  - 1re étape des Quatre Jours de Dunkerque
  - Circuit des Trois Provinces (Avelgem)
  - 2e des Quatre Jours de Dunkerque
  - 2e du Tour de Dortmund
- 1978
  - Grand Prix Betekom
  - 2e étape de l'Étoile des Espoirs
  - Grand Prix de clôture
  - 2e des Trois Jours de La Panne
  - 2e du Grand Prix de Denain
  - 2e du Grand Prix du 1er mai
  - 2e de Paris-Tours
  - 3e de la Nokere Koerse
  - 4e du Tour des Flandres
- 1979
  - 4e étape du Tour d'Andalousie
  - 1re et 3eb étapes du Tour de Suisse
  - 6e étape du Tour de France
  - Coupe Sels
- 1980
  -  Champion de Belgique sur route
  - 3e du Tour du Limbourg
  - 9e de Blois-Chaville
- 1981
  - Kuurne-Bruxelles-Kuurne
  - 3e étape des Trois Jours de La Panne
  - Grand Prix de Francfort
  - 3e des Trois Jours de La Panne
  - 3e du Grand Prix de l'Escaut
  - 9e de la Flèche wallonne
  - 10e de Gand-Wevelgem
- 1982
  - Le Samyn
  - 3e du Grand Prix de Wallonie
- 1983
  - 4e étape du Tour d'Andalousie
  - Grote Prijs Dr. Eugeen Roggeman
- 1984
  - Flèche Hesbignonne

## Résultats sur les grands tours

### Tour de France
5 participations
- 1979 : 45e, vainqueur de la 6e étape
- 1980 : 60e
- 1981 : 84e
- 1982 : abandon
- 1985 : 124e

### Tour d'Italie
2 participations
- 1978 : non-partant (16e étape)
- 1983 : 123e